# جوني ليون
جوني ليون Johnny Lion ، ( مواليد لاهاي، 4 يوليو عام 1941 - توفي في بريدا 31 يناير 2019) مغني وممثل هولندي اشتهر في الثمانينيات من القرن العشرين.

## من أعماله
- سيبيريا (فيلم هولندي) سنة 1998.
- فيلم Van God Los سنة 2003 (فيلم هولندي روائي طويل)
- البومات موسيقية

## روابط خارجية
- جوني ليون على موقع IMDb (الإنجليزية)
- جوني ليون على موقع ميوزك برينز (الإنجليزية)
- جوني ليون على موقع ديسكوغز (الإنجليزية)